# ميشيل دوسويي
ميشيل دوسويي (28 مايو 1959 بكان في فرنسا - ) (بالفرنسية: Michel Dussuyer)‏ هو مدرب كرة قدم ولاعب كرة قدم فرنسي سابق في مركز حراسة المرمى. لعب مع نادي كان ونادي نيس وأولمبيك أليس.
درب منتخب غينيا لكرة القدم بين سنوات 2002-2004 و2010-2015، ودرب منتخب بنين لكرة القدم بين سنوات 2008-2010 ليعود إلى تدريبه بداية من سنة 2018.

## روابط خارجية
- ميشيل دوسويي على موقع قاعدة بيانات كرة القدم.إي يو (الإنجليزية)